# هاکای (مجموعه تلویزیونی ۲۰۲۱)
هاکای (انگلیسی: Hawkeye) یک مینی‌سریال تلویزیونی آمریکایی ساختهٔ جاناتان ایگلا برای سرویس استریمینگ دیزنی پلاس است. این سریال بر پایهٔ شخصیت‌های کلینت بارتون / هاکای و کیت بیشاپ / هاکای از مارول کامیکس ساخته شده‌است. این پنجمین مجموعهٔ تلویزیونی در دنیای سینمایی مارول است و داستان آن با فیلم‌های این فرنچایز مرتبط است. داستان هاکای پس از رویدادهای فیلم انتقام‌جویان: پایان بازی (۲۰۱۹) رخ می‌دهد و تولید آن بر عهدهٔ مارول استودیوز بوده‌است. جاناتان ایگلا سرپرست نویسندگان این سریال است و ریز تامس وظیفهٔ کارگردانی این سریال را بر عهده دارد.
جرمی رنر بار دیگر نقش کلینت بارتون از مجموعه فیلم‌ها را تکرار می‌کند و هیلی استاینفلد در نقش کیت بیشاپ به او ملحق می‌شود. تونی دالتون، فرا فی، برایان دارسی جیمز، الکس پانویک، پیوتر آدامچیک، لیندا کاردلینی، سیمون کالو، ورا فارمیگا، الاکوآ کاکس، زان مک‌کلارنون و فلورنس پیو از دیگر بازیگران سریال هستند. مارول استودیوز تا آوریل ۲۰۱۹ در حال توسعهٔ شماری سریال محدود برای دیزنی پلاس با محوریت شخصیت‌های فرعی از فیلم‌های دنیای سینمایی مارول بود که هاکای نیز یکی از آن‌ها بود. فیلم‌برداری در دسامبر ۲۰۲۰ در شهر نیویورک با تأیید استاینفلد و سایر اعضای گروه بازیگران آغاز شد و در اواخر آوریل ۲۰۲۱ با فیلم‌برداری بیشتر در آتلانتا، جورجیا به پایان رسید.
دو قسمت اول هاکای در ۲۴ نوامبر ۲۰۲۱ به عنوان بخشی از فاز چهارم دنیای سینمایی مارول به نمایش درآمد. این مجموعه شامل شش قسمت خواهد بود و در ۲۲ دسامبر به پایان رسید. سکانس‌های اکشن بین بازیگران اصلی با ستایش منتقدان همراه بود و سریال در کل نقدهای مثبتی دریافت کرده‌است.
یک سریال اسپین آف به نام اکو با تمرکز بر شخصیت کاکس مایا لوپز / اکو در دست تولید است.

## داستان
یک سال پس از وقایع انتقام‌جویان: پایان بازی (۲۰۱۹)، کلینت بارتون باید با کیت بیشاپ برای مقابله با دشمنان خود تحت عنوان مافیای لباس ورزشی ها که توسط تاجر قدرتمند و شروری با نام کینگ‌پین کنترل می شوند، به عنوان رونین همکاری کند تا در زمان کریسمس پیش خانواده خود بازگردد.

## بازیگران و شخصیت‌ها
- جرمی رنر در نقش کلینت بارتون/هاکای:
یک انتقام‌جو، استاد تیرانداز، و مأمور سابق شیلد[۳] این مجموعه بیشتر به بررسی زمان شخصیت به عنوان رونین می‌پردازد، همان‌طور که برای اولین بار در انتقام‌جویان: پایان بازی(۲۰۱۹) نشان داده شد.<[۴]
- هیلی استاینفلد در نقش کیت بیشاپ/هاکای:
تحت الحمایه بارتون که او در حال آموزش دادن او برای تصاحب لباس هاکای است.[۵][۶] استاینفلد بیشاپ را به عنوان «باهوش و شوخ» و «شر» با توانایی‌های فیزیکی «از پشت بام» توصیف کرد.[۷]
- ورا فارمیگا در نقش النور بیشاپ: مادر کیت.[۶]
- فرا فی در نقش کیزی: از مزدوران مافیای لباس ورزشی[۶]
- تونی دالتون در نقش جک دوکین: مرشد اولیه بارتون.[۶]
- زان مک‌کلارنون در نقش ویلیام لوپز: پدر مایا.[۶]
- برایان دارسی جیمز در نقش دریک بیشاپ: پدر کیت.[۸]
- الاکوآ کاکس در نقش مایا لوپز/اکو: یک بومی آمریکایی ناشنوا که می‌تواند حرکات شخص دیگری را کاملاً کپی کند.[۶]
- فلورنس پیو در نقش یلنا بلووا/بیوه سیاه:
یک جاسوس و قاتل که برای (والنتینا آلگرا د فونتین) کار می کندو بارتون را برای نقش او در مرگ خواهرش ناتاشا رومانوف شکار می‌کند.[۶][۹] پیو گفت که بلووا «به آنچه که در آن خوب است ادامه می‌دهد، و علیرغم اینکه خواهرش آنجا نیست، او به کار بازگشته است» اگرچه مأموریت او برای شکار بارتون «چالش کاملاً متفاوتی را ایجاد می‌کند».[۹]
- وینسنت دن آفریو در نقش ویلسون فیسک/کینگ‌پین:
تاجر قدرتمند و ارباب جرم و جنایت در نیویورک که النور با وی در ارتباط است. وی نقش خود را در دردویل تکرار می‌کند.

کارلوس ناوارو در نقش انریکه، مجری مافیای لباس‌های ورزشی، بن ساکاموتو، آوا روسو و کید وودوارد به‌عنوان کوپر، لیلا، و ناتانیل در نقش فرزندان بارتون از فیلم‌های قبلی MCU بازی می‌کنند.< در حالی که جولت، یک پای طلایی نقش سگ پیتزا لاکی را بازی می‌کند.
کلایتون انگلیسی، آدتینپو توماس، رابرت واکر-برانشو و آدل دراهوس به ترتیب در نقش NYC LARPers Grills، وندی، ارویل و میسی ظاهر می‌شوند. بازیگران صحنه در نقش ثور (جیسون اسکات مک‌دونالد)، لوکی (جردن چین)، راجرز (تام فینی)، بروس بنر / هالک (هریس ترنر)، بارتون (آوری گیلهام)، رومانوف (مگان منینگ)، تونی استارک/مرد آهنی آرون ندریک)، اسکات لانگ/مرد مورچه ای (نیکو دی ژسوس)، و جنگجویان چیتاوری.

## قسمت‌ها
| شم. | عنوان                               | کارگردان   | نویسنده                      | تاریخ پخش اصلی |
| --- | ----------------------------------- | ---------- | ---------------------------- | -------------- |
| ۱ | «هرگز با قهرمانان خود ملاقات نکنید» | ریس توماس  | جاناتان ایگل                 | ۲۴ نوامبر ۲۰۲۱ |
| در سال ۲۰۱۲، در طول نبرد نیویورک، یک کیت بیشاپ جوان شاهد نبرد کلینت بارتون با چیتاوری است و پس از اینکه ناخواسته جان او را نجات می‌دهد، آرزوی تبدیل شدن به قهرمانی مانند او را دارد، اگرچه پدر بیشاپ در جریان حمله کشته می‌شود. در حال حاضر، بارتون برای کریسمس با فرزندانش در نیویورک وقت می‌گذراند. بیشاپ با مادرش النور در یک حراج خیریه شرکت می‌کند و متوجه می‌شود که او با جک دوکسن نامزد کرده‌است. در زیر جشن، او به حراجی در بازار سیاه برخورد می‌کند که شامل اقلام به دست آمده از بقایای مجموعه انتقام جویان است، دوکزن و عمویش آرماند سوم را در میان شرکت کنندگان پیدا می‌کند. حراج توسط Tracksuit Mafia، یک باند خیابانی روسی که تلاش می‌کند یک ساعت را در میان اقلام بازیابی کند، متوقف می‌شود. بیشاپ کت و شلوار رونین بارتون را پس می‌گیرد و اعضای مافیای Tracksuit را در حالی که آن را پوشیده بود شکست می‌دهد. او پس از نجات یک سگ ولگرد به آپارتمان خود می‌گریزد و برای بررسی بیشتر آرماند را دنبال می‌کند. بیشاپ متوجه می‌شود که آرماند در خانه اش به قتل رسیده‌است و پس از فرار از صحنه جنایت توسط اعضای مافیای لباس ورزشی دستگیر شده‌است. بارتون که گزارش خبری بازگشت رونین را دید، بیشاپ را از دست گانگسترها نجات داد. |                                     |            |                              |                |
| ۲ | «مخفی شو و جستجو کن»                | ریس توماس  | الیزا کلیمنت                 | ۲۴ نوامبر ۲۰۲۱ |
| اسقف بارتون را به آپارتمانش می‌برد اما مافیای لباس ورزشی به او حمله می‌کند. این زوج مجبور به تخلیه می‌شوند و لباس رونین را پشت سر می‌گذارند. بارتون پس از نقل مکان به آپارتمان عمه بیشاپ در تعطیلات، فرزندان خود را به خانه می‌فرستد و قول می‌دهد تا روز کریسمس برگردند. او بیشاپ را تا محل کار او همراهی می‌کند، سپس لباس رونین را از آتش‌نشانی به نام گریلز در یک رویداد LARP پس می‌گیرد. بعداً، بیشاپ نتوانست النور را در مورد دخالت دوکسن در مرگ آرماند قانع کند. پس از به چالش کشیدن Duquesne برای یک دوئل شمشیربازی، او سعی می‌کند با بارتون تماس بگیرد، بدون اینکه بداند او اجازه داده‌است که توسط مافیای Tracksuit دستگیر شود. او مکان بارتون را ردیابی می‌کند اما در نهایت خودش اسیر می‌شود و باند رئیس خود مایا لوپز را از اسارت بارتون و بیشاپ مطلع می‌کند. |                                     |            |                              |                |
| ۳ | «پژواک‌ها»                           | برت و برتی | کیتی متیوسون و تانر بین      | ۱ دسامبر ۲۰۲۱  |
| لوپز از بارتون و بیشاپ دربارهٔ رونین بازجویی می‌کند که پدرش را در گذشته کشته‌است. بارتون موفق می‌شود خود را آزاد کند و از مافیای لباس‌های ورزشی جلوگیری کند، اگرچه لوپز در این فرایند سمعک خود را می‌شکند. پس از آزادی بیشاپ، این زوج از مافیای لباس ورزشی فرار می‌کنند و سمعک بارتون را تعمیر می‌کنند. ستوان لوپز کازی که به مکان دیگری نقل مکان می‌کند به او توصیه می‌کند که با «عمویش» دچار مشکل نشود. بیشاپ با هدف کسب اطلاعات بیشتر در مورد مافیای لباس‌های ورزشی و همچنین Duquesne، بارتون را متقاعد می‌کند که به پنت‌هاوس النور نفوذ کند و از حساب شرکت او برای جستجوی پایگاه داده جنایی Bishop Security استفاده کند. با این حال، بیشاپ در هنگام تلاش برای دور زدن امنیت از سیستم قفل می‌شود، در حالی که بارتون با دوکسن روبرو می‌شود که او را با شمشیر رونین تهدید می‌کند. |                                     |            |                              |                |
| ۴ | «همکاران، درست می‌گویم؟»             | برت و برتی | ارین کانسینو و هدر کویین     | ۸ دسامبر ۲۰۲۱  |
| بارتون پس از اینکه النور و دوکسن او را به عنوان یک انتقام جو می‌شناسند، اوضاع را خنثی می‌کند. النور از او می‌خواهد که بیشاپ را از تحقیقات خود دور نگه دارد و بعداً با یک فرد ناشناس تماس می‌گیرد تا آنها را از وضعیت مطلع کند. با کمک همسرش لورا، بارتون متوجه می‌شود که دوکسن مدیر عامل شرکت اسلون لیمیتد است، یک شرکت پوسته ای که برای مافیای لباس ورزشی پولشویی می‌کند، در حالی که بیشاپ استنباط می‌کند که بارتون رونین بوده‌است. بارتون کازی را پیدا می‌کند و از او می‌خواهد که لوپز را از انتقام‌جویی‌اش علیه رونین کنار بگذارد در حالی که کیت از LARPers برای بازیابی تیرها دعوت می‌کند. پس از آن، لورا به بارتون اطلاع می‌دهد که ساعت رولکس دزدیده شده توسط مافیای Tracksuit در حال ارسال سیگنال‌های ردیابی از یک ساختمان آپارتمان است. بارتون و بیشاپ برای بازیابی آن می‌روند و متوجه می‌شوند که ساعت در آپارتمان لوپز قرار دارد، جایی که او همچنین یادداشت‌هایی دربارهٔ بارتون و خانواده‌اش نگه می‌دارد. لوپز ظاهر می‌شود و به بیشاپ حمله می‌کند، در حالی که بارتون توسط یک قاتل نقابدار در کمین قرار می‌گیرد. درگیری بین بارتون و بیشاپ، لوپز، و قاتل درمی‌گیرد. بیشاپ لوپز را مجروح می‌کند و او را مجبور به عقب‌نشینی می‌کند، در حالی که بارتون ضارب خود را که معلوم می‌شود یلنا بلووا قبل از فرار است، برمی‌دارد. بارتون تصمیم می‌گیرد که نمی‌تواند بیشاپ را در خطر قرار دهد و شراکت آنها را قطع می‌کند. |                                     |            |                              |                |
| ۵ | «رونین»                             | برت و برتی | جنا نوئل فریژر               | ۱۵ دسامبر ۲۰۲۱ |
| در سال ۲۰۱۸، بلووا و سونیا، بیوه سیاه، زنی به نام آنی را ملاقات می‌کنند، که به Black Widows برنامه‌ریزی شده کمک می‌کند. در آنجا، Belova قربانی Blip می‌شود. در حال حاضر، بیشاپ به خانه النور بازمی‌گردد و به او در مورد شرکت پوسته دوکسن می‌گوید، که باعث می‌شود النور با پلیس نیویورک تماس بگیرد و او را دستگیر کند. بیشاپ به آپارتمان خود بازمی‌گردد، جایی که بلووا را می‌بیند که در انتظار اوست قبل از اینکه دومی گذشته و مأموریت خود را برای کشتن بارتون فاش کند. پدرش را کشت در طول دعوا، او نقاب خود را برهم می‌زند و سعی می‌کند او را متقاعد کند که انتقام خود را رها کند و خانواده اش را تنها بگذارد. او فاش می‌کند که یک خبرچینی که برای رئیس لوپز کار می‌کند می‌خواست پدرش بمیرد، اما لوپز در ابتدا او را باور نمی‌کرد. بیشاپ برای کمک به فرار بارتون از راه می‌رسد، در حالی که لوپز به کازی، که در شب مرگ پدرش غایب بود، مشکوک می‌شود. روز بعد، بلووا به بیشاپ پیامک می‌دهد و فاش می‌کند که النور او را برای کشتن بارتون استخدام کرده‌است و النور با «عموی لوپز» کار می‌کند، که بارتون او را کینگ پین معرفی می‌کند. |                                     |            |                              |                |
| ۶ | «پس کریسمس اینه؟»                   | ریس توماس  | جاناتان ایگلا و الیزا کلیمنت | ۲۲ دسامبر ۲۰۲۱ |
| همان‌طور که النور با کینگ پین ملاقات می‌کند تا شراکت آنها را قطع کند، بارتون و بیشاپ ضبطی از آنها را تماشا می‌کنند و متوجه می‌شوند که النور آرماند را کشته و دوکسن را قاب کرده‌است. در شب کریسمس، بارتون و بیشاپ در مهمانی تعطیلات النور شرکت می‌کنند، جایی که بیشاپ با مادرش روبرو می‌شود و متوجه می‌شود که پدرش به کینگ‌پین بدهکار است، که منجر به همکاری النور با او می‌شود. کازی به دستور کینگ پین سعی می‌کند النور را ترور کند، اما در عوض بارتون را هدف قرار می‌دهد. بارتون از گریلز، LARPers و Duquesne کمک می‌گیرد تا قبل از پیوستن مجدد به Bishop برای شکست دادن مافیای Tracksuit، حزب را تخلیه کنند. پس از اینکه لوپز کازی را می‌کشد، بیشاپ تلاش می‌کند تا به دنبال النور بگردد در حالی که بارتون با بلووا روبرو می‌شود که خواستار حقیقت مرگ ناتاشا رومانوف است. آنها دعوا می‌کنند، اما او در نهایت دوستی نزدیک خود با ناتاشا و فداکاری او برای نجات جهان را به او یادآوری می‌کند. کینگ پین سعی می‌کند النور را از فرار بازدارد، اما بیشاپ از راه می‌رسد و با تیرهای حقه بارتون او را ناتوان می‌کند. پس از آن، النور توسط پلیس به خاطر قتل آرماند دستگیر می‌شود. کینگ پین فرار می‌کند اما با لوپز مواجه می‌شود. روز بعد، بارتون به همراه بیشاپ نزد خانواده اش برمی گردد، ساعت را به لورا پس می‌دهد و لباس رونین را می‌سوزاند.                                                                      |                                     |            |                              |                |

## اسپین‌آف
در نوامبر ۲۰۲۱ به طور رسمی اسپین آف این مجموعه که در مورد مایا لوپز/اکو می باشد معرفی شد.